# 阿布朗库尔
阿布朗库尔（法語：Ablancourt，法語發音：[ablɑ̃kuʁ]）是法国马恩省的一个市镇，属于维特里勒弗朗索瓦区。

## 地理
阿布朗库尔（48°48'49"N, 4°31'19"E）面积7.07 平方千米，位于法国大東部大區马恩省，该省份为法国东北部内陆省份，北起阿登省，西北接埃纳省，西南接塞纳-马恩省，南至奥布省，东南接上马恩省，东临默兹省。
与阿布朗库尔接壤的市镇（或旧市镇、城区）包括：马恩河畔拉绍塞、欧奈莱特尔、圣马丹欧尚、松日、苏朗日。

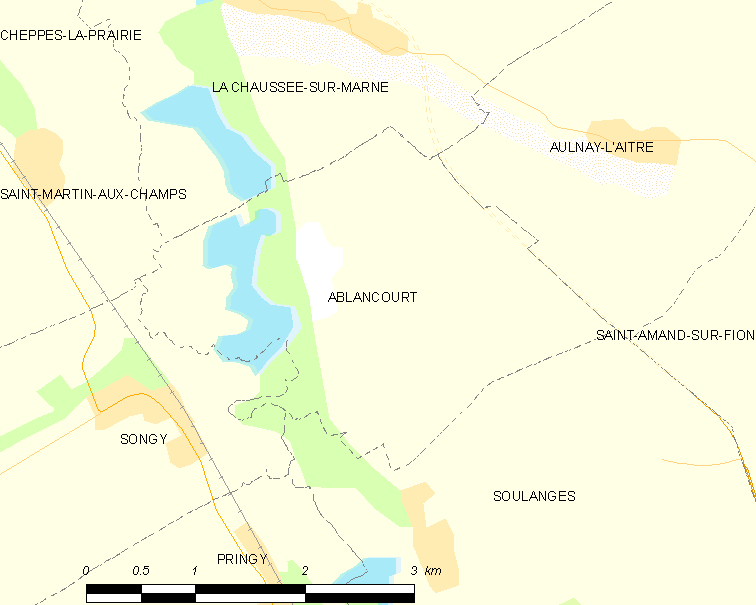
阿布朗库尔的OSM定位图

阿布朗库尔的时区为UTC+01:00、UTC+02:00（夏令时）。

## 行政
阿布朗库尔的邮政编码为51240，INSEE市镇编码为51001。

## 政治
阿布朗库尔所属的省级选区为维特里勒弗朗索瓦-香槟-代尔县。

## 人口

1962-2008年间阿布朗库尔人口变化图示

阿布朗库尔于2022年1月1日时的人口数量为165人。